# 马鞍乡 (汉川市)
马鞍乡，是中华人民共和国湖北省孝感市汉川市下辖的一个乡镇级行政单位。

## 行政区划
马鞍乡下辖以下地区：
艾闸村、当码头村、索子垸村、甑山村、喻河村、紫甲村、老虎咀村、油榨河村、养鱼铺村、梅湖村、杉岭村、高观村、鲁桥村、黄龙村、喻集村、陡山村、大山村、双山村、长岗村、潭口村、白湖村、天成村、联洪村、榔头村、横堤村、七里村、高岭村、绿洲村、马家口村和南堤村。